# Fadela Amara
Fatiha Amara, més coneguda com a Fadela Amara, (Clarmont d'Alvèrnia, 25 d'abril de 1964) és una activista feminista francesa d'ètnia amazic. És la presidenta i fundadora del moviment Ni Putes ni Submises, creat originàriament per lluitar per la igualtat de la dona en els suburbis francesos i en l'actualitat present a diversos països, entre els quals Espanya, Suècia i Itàlia.
Nascuda en el si d'una família d'origen algerià i implicada en moviments socials des dels catorze anys,inicialment per aconseguir la rehabilitació del barri. Va crear una associació de dones, quan encara era menor, i va participar en grans moviments antiracistes, com la marxa Beur el 1983, de SOS Racisme).
Al 2002 organitzà una marxa per denunciar la situació de les dones a les barriades franceses sota el lema Ni Putes ni Submises. La reivindicació transcorregué durant cinc setmanes en una vintena de ciutats, que portà el 8 de març a París una petició amb 20.000 signants, i aconseguí captar l'atenció de l'opinió pública. Basada en aquesta experiència, ha publicat Ni putas ni sumisas (2003), un al·legat en favor dels valors republicans davant la discriminació.
Ha estat investida doctora honoris causa per la Universitat de Manchester.
El 19 de juny del 2007 va ser nomenada Secretària d'Estat per tenir al càrrec la Política de la Ciutat al Ministeri d'Habitatge i Urbanisme del govern francès dirigit pel Primer Ministre François Fillon.